# M'era Luna Festival

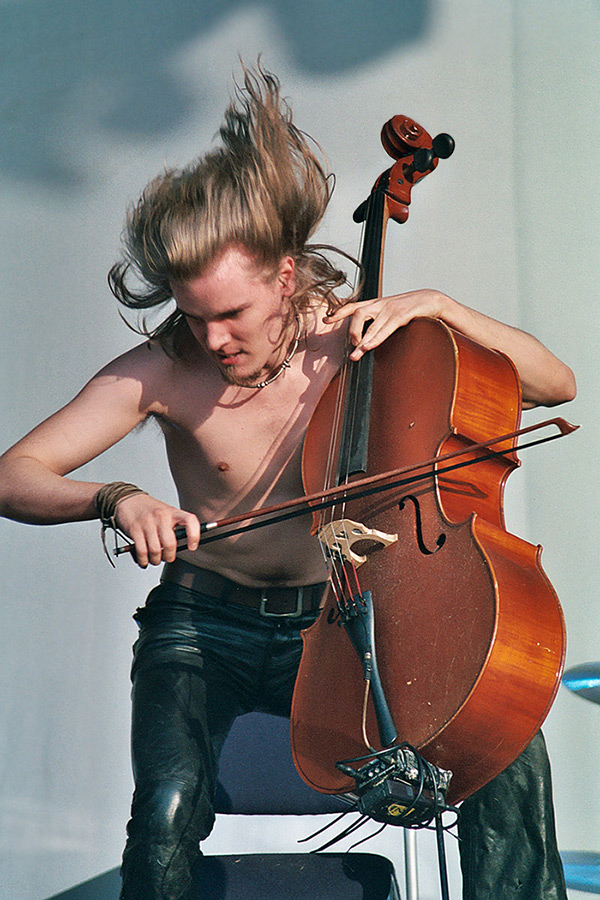
Perttu Kivilaakso do Apocalyptica (2003)

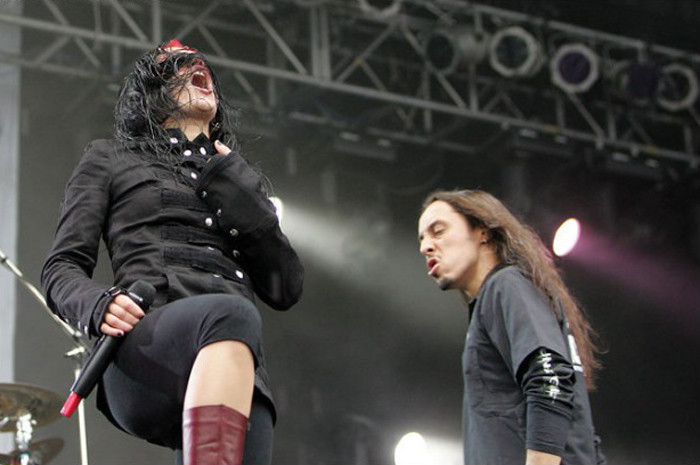
Cristina Scabbia e Andrea Ferro do Lacuna Coil (2005)

O M'era Luna Festival é um festival gótico que abrange a Schwarze Szene e estilos como metal gótico, metal sinfônico, future pop, aggrotech, synth-pop, gothic rock, dark wave e EBM. É realizado anualmente no segundo fim de semana de agosto, em Hildesheim, Alemanha, na Flugplatz Hildesheim-Drispenstedt, uma antiga base aérea do Exército Britânico.
O M'era Luna inclui instalações para camping e tem dois palcos: uma grande estrutura no estilo de um festival de rock, erguida para o show de cada ano, e um antigo hangar de aeronaves.
Com seus 20.000 a 25.000 participantes regulares (21.000 em 2005, 23.000 em 2009, 24.000 em 2010) (muitos voando pelo aeroporto de Hanover, com outros viajando por estrada e ferrovia), o M'era Luna é um dos maiores eventos de música dark da Alemanha.
O logotipo do festival é baseado na imagem da lua do filme Viagem à Lua, de 1902, do diretor francês Georges Méliès. Uma versão alterada do logotipo foi introduzida para o festival de 2019.